# Witold Witakowski
Witold Witakowski (ur. 1949) – polski historyk, orientalista, specjalista w zakresie języka syryjskiego i etiopskiego. 

## Życiorys
W latach 1972–1977 po ukończeniu studiów pracował w Zakładzie Semitystyki i Afrykanistyki UW jako asystent Witolda Tylocha. Jest profesorem na uniwersytecie w Uppsali i visiting profesor UW. Zajmuje się chrześcijańską literaturą w języku syryjskim i etiopskim. Jest autorem przekładów apokryfów na język polski. Jego żoną jest historyk sztuki Ewa Balicka-Witakowska. 

## Wybrane publikacje
- The Syriac chronicle of Pseudo-Dionysius of Tel-Maḥrē: a study in the history of historiography, Uppsala: Uppsala University 1987.
- (redakcja) Orbis Aethiopicus: studia in honorem Stanislaus Chojnacki natali septuagesimo quinto dicata, septuagesimo septimo oblata. Ps. 1, edidit Piotr O. Scholz cum collab. Richard Pankhurst et Witold Witakowski, Albstadt: K. Schuler 1992.
- (przekład i komentarz) Korespondencja Longinusa z Augustem na temat Magów [w:] Ewangelie apokryficzne, Cz. 1: Fragmenty, narodzenie i dzieciństwo Maryi i Jezusa, red. Marek Starowieyski, Kraków: Wydawnictwo WAM 2003, s. 349-351.
- (przekład i komentarz) Syryjska opowieść o magach [w:] Ewangelie apokryficzne, Cz. 1: Fragmenty, narodzenie i dzieciństwo Maryi i Jezusa, red. Marek Starowieyski, Kraków: Wydawnictwo WAM 2003, s. 352-383.
- Wälättä Yohanna: Ethiopian Studies in Honour of Joanna Mantel-Niecko on the Occasion of the 50th Year of Her Work at the Institute of Oriental Studies, Warsaw University, edited by Witold Witakowski and Laura Lykowska, Warsaw: Elipsa 2006 (= "Rocznik Orientalistyczny" 59 (2006)).